# 电子电路设计
电子电路设计包括电子电路的分析与合成。

## 方法
若要设计任何电路，無論是模擬或數位，電機工程師都必须能够準計算在电路内的所有位置的电压和电流。线性电路，即一些电路齂的输出是线性地相對于输入，可以以複分析的方法計算。简单的非线性电路也可以以这种方式分析。有人已创建专门的软件來分析电路是不是太复杂或能不能以複分析的方式計算結果。
模擬电路软件能使工程师更有效率地设计电路，减少設計电路原型的时间、成本，以及降低發生错误的风险。 有些工程师更善用硬件描述语言如VHDL或Verilog。

### 模擬电路软件
更复杂的电路通常會以模擬电路软件进行分析。模擬电路软件的例子有SPICEEMTP。

#### 线性化操作点周邊
当面对一个新的电路時，软件会首先试图找到一个稳态解其中所有节点均遵守基爾霍夫電路定律、两端的电压均通过该电路的每个元件以及该电路每个元件的电压一致。
软件一旦发现了稳态解, 该软件會使用分段近似法、谐波平衡法或其他方法等分析手法分析摄动的影响。